# Nannatherina balstoni
Nannatherina balstoni är en fiskart som beskrevs av Regan, 1906. Nannatherina balstoni ingår i släktet Nannatherina och familjen Percichthyidae. IUCN kategoriserar arten globalt som otillräckligt studerad. Inga underarter finns listade i Catalogue of Life.